# Le Journal du dimanche
Le Journal du dimanche è un settimanale francese pubblicato la domenica.
Le Journal du dimanche è stato creato da Pierre Lazareff nel 1948. A quel tempo era caporedattore di France Soir.
Il settimanale appartiene al Gruppo Lagardère attraverso Hachette Filipacchi Médias. L'azienda è anche l'editore del giornale che ha sede a Parigi e che viene pubblicato la domenica.
Le Journal du dimanche è stato pubblicato in formato broadsheet fino al 1999, quando iniziò ad essere pubblicato in formato Berliner. Il 6 marzo 2011 il documento ha nuovamente cambiato formato ed è stato pubblicato in formato tabloid di grandi dimensioni.
Nel periodo 2001-2002, Le Journal du dimanche ha avuto una tiratura di 275 000 copie. Nel 2009, la tiratura era di 269 000 copie. Tra gennaio e dicembre 2010, il giornale ha avuto una tiratura di 257 280 copie.